# Chris Kirkland
(megbízott)
Chris Kirkland vagy teljes nevén Christopher Edmund  Kirkland (Barwell, 1981. május 2. –) egyszeres angol válogatott labdarúgó. Kirkland karrierjét a Coventry Cityben kezdte, az angolok egyik legígéretesebb fiatal kapusának tartották. 2001-ben aláírt a Premier League-szereplő Liverpoolhoz, ahol nyert Ligakupát, Community Shieldet, elhódította az UEFA Szuperkupát és a Bajnokok Ligáját is. Azonban a gyakori sérülései hátráltatták őt, már a visszavonuláson gondolkodott, végül 2006-ban kölcsönben, majd végleg a Wiganhez került. Kölcsönben védett a Leicester Cityben és a Doncaster Roversban, végül 2012-ben leigazolta őt a Sheffield Wednesday. Egyszer szerepelt az angol válogatottban.

## Pályafutása

### A kezdetek
Barwellben (Leicestershire) született, ahol a szülei (Marie és Eddie) nevelték fel, és a Heathfield Általános Iskolában tanult. Tinédzserként a Coventry Cityvel és a Leicester Cityvel is edzett. A Blackburn Rovers is le akarta őt igazolni, de végül a Coventry Citybe került 1998 júliusában.

### Korai évek

#### Coventry City
Kirkland 1999. szeptember 22-én debütált a Ligakupában a Tranmere Rovers ellen. A legígéretesebb angol kapusok között tartották számon, amikor a 2000–01-es szezonban leigazolták a svéd válogatott Magnus Hedmant első számú kapusnak. Kirkland a teljesítménye miatt bekerült az angol U21-es csapatba, és a Coventry City szurkolói megválasztották őt az év legjobb fiatal játékosának. A kapust viszonylag kevés tapasztalata ellenére szóba hozták az Arsenallal és a Liverpoolal, végül a Liverpool a 2001–02-es szezon kezdetén 6 millió font ellenében megvette őt. Abban az időben ő volt a legdrágább angol kapus és mindössze 20 éves volt.

#### Liverpool
2001 októberében debütált, de első szezonjában inkább csak másodszámú kapus volt Jerzy Dudek miatt. A következő szezonban Dudek hibái miatt a Manchester United ellen ő állhatott a kapuba. 14 mérkőzésen védett zsinórban, 6 meccsen nem kapott gólt, de 2003 januárjában bokasérülést szenvedett, emiatt nem játszhatott már ebben a szezonban. Az rendszeres sérülései megakadályozták abban, hogy első számú kapus lehessen.
A 2004–05-ös szezon kezdetén megkapta az esélyt, hogy újra kezdő lehessen, miután barátját, Dudeket, "kiűzték" a kapuból. Jó formában volt és a sérülések is egy ideig elkerülték, ami örömmel töltötte el a Liverpool és a válogatott szurkolóit.
2005-öt azonban nem kezdte jól újra megsérült. Anglia jövőbeli elsőszámú kapusaként igazolt az Anfieldre, azonban a sérülései és a 'Pool rossz teljesítménye miatt leigazolták Scott Carson-t, és Dudek is elé került a sorban. 4-szer szerepelt a Bajnokok Ligája csoportkörében, azonban a későbbiekben már nem játszott. Nélküle nyerték meg a kupát.

#### West Bromwich Albion
2005 nyarán kölcsönbe a West Bromwich-hoz került, hogy újra elindítsák a karrierjét, mert José Reina, Jerzy Dudek és Scott Carson miatt csak negyedik számú kapus volt. A Manchester City ellen debütált, 0-0 lett a végeredmény, tehát az első meccsét gól nélkül zárta. A West Bromwichban újra magára talált, emiatt bekerült az angol válogatott keretébe David James (Manchester City) mögé másodszámú kapusnak. A szezon első felében újra lesérült, a lengyel Tomasz Kuszczak helyettesítette, de a második felében újra ő lett a kezdőkapus.

#### Wigan Athletic

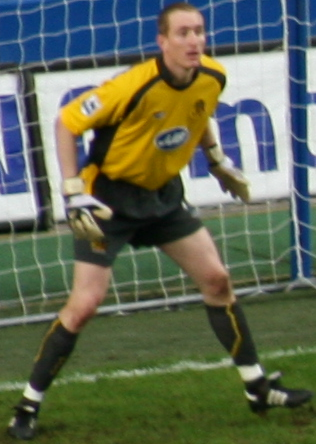
Kirkland Wigan-mezben

2006 júliusában érkezett 6 hónapra, kölcsönben a Wiganhez. A Latics 2006. október 27-én véglegesen le is igazolta őt, miután kompromisszumra jutott a játékos előző klubjával, és a kapussal. 3 évre szóló szerződést kapott, ami a 2008-09-es szezon végéig szólt. Ő kapta az 1-es számú mezt a 2007-08-as évadra, és ő volt az első számú kapus a csapatban, Steve Brucenál. Kirklandet választották a szezon legjobbjának a csapatában. 2008 májusában újabb szerződést kötöttek, ami 2012-ig szólt.
Kirkland a 2009–10-es szezonban rögtön egy gólnélküli meccsel kezdett az Aston Villa ellen idegenben, viszont később a Manchester United elleni hazai találkozón 5-öt kapott a második félidőben. 2009. október 18-án sérülten játszotta végig a Manchester City elleni meccset, a játékvezető megállította óráját, míg a játékos törött ujját "visszapattintották" a helyére. November 22-én 9 gólt kapott a Tottenham Hotspur ellen.
A 2010–11-es szezon elején nagymértékű vereséget szenvedtek a Blackpool és a Chelsea ellen, ezért a kezdőkapus Ali al-Habszi lett.
November 25-én januárig kölcsönbe került lakóhelye klubjához, a Leicester City-hez. December elején rögtön sérülést szenvedett (egy edzésen hátgörcsöt kapott), amely majdnem véget vetett leicesteri karrierjének, de hamar visszatérhetett. Az Ipswich Town elleni 3-0-s vereséggel debütált 2010. december 19-én. Kirkland hátsérülésével bajlódva visszatért a Wiganhez, 3 mérkőzésen játszhatott a Leicester Cityben. 2011. január 5-én ő védhetett a Bolton Wanderers elleni 1-1-es döntetlennel végződő meccsen, ugyanis al-Habszi nem játszhatott gazdaklubja ellen, de a mérkőzésen Kirklandet le kellett cserélni, miután ütközött Johan Elmanderrel.
Kirkland 2011 februárjában vészkölcsönként csatlakozott volna a Cardiff Cityhez Tom Heaton helyettesítésére, de az üzlet meghiúsult.
2011. október 12-én januárig kölcsönbe került a Doncaster Rovershez a klub új menedzsere, Dean Saunders kérésére. Kirkland alig lehetett a csapatban pár napig, ugyanis hátsérülése miatt visszaküldték őt a Wiganhez.

#### Sheffield Wednesday
2012. május 23-án leigazolta őt a másodosztályú Sheffield Wednesday. Dave Jones menedzser első számú kapusként számolt vele. 2012. augusztus 13-án debütált egy 4-2-es Ligakupa-meccs-győzelemmel az Oldham Athletic ellen.
2012. október 19-én egy Leeds United elleni meccsen egy szurkoló beszaladt a pályára és arcon ütötte Kirklandet. A kapust ápolni kellett a televíziós kamerák által is rögzített eset után, amely nem sokkal egy Leeds-gól után történt.

### Válogatottban
8 mérkőzésen játszott Anglia U21-es válogatottjában és 2003-ban behívták a felnőttkeretbe is, de nem lépett pályára a 2006 augusztusában rendezett Görögország elleni mérkőzés 2. félidejéig. Kirkland 11 éves korában apja, és a család néhány barátja egyenként 100 fontot tett fel arra, hogy a kapus 30 éves kora előtt be fog mutatkozni a válogatottban, az odds 100 az egyhez volt. Tehát Kirkland játéka egyenként 10 000 fontot jelentett nekik.

## Magánélete
2006. november 14-én feleségétől, Leeonától megszületett egyetlen lánya, Lucy, emiatt a kapus kihagyta a másnap rendezett Hollandia elleni barátságos meccset.
2008 áprilisában Kirkland szintén profi társaival, Kevin Daviessel és Brett Emertonnal együtt csatlakozott a Get Started programhoz, amely a bűnismétlés megelőzését tűzte ki céljául. Meglátogatta a Hindleyben található fiatalkorú bűnelkövetők nevelőintézetét, amelyet a Prince's Trust alapítvány hozott létre, együttműködve többek közt a Premier League-gel, a PFA-val, és a Football Foundinationnal.
Aktív pályafutása befejezése után tűzoltó szeretne lenni.

## Statisztikái

### Klubcsapatban
| Klub      | Klub                          | Klub           | Bajnokság | Bajnokság | Kupa    | Kupa    | Ligakupa | Ligakupa | Európa | Európa | Összesen | Összesen |
| Szezon    | Klub                          | Liga           | Meccs     | Gól       | Meccs   | Gól     | Meccs    | Gól      | Meccs  | Gól    | Meccs    | Gól      |
| Anglia    | Anglia                        | Anglia         | Bajnokság | Bajnokság | FA-kupa | FA-kupa | Ligakupa | Ligakupa | Európa | Európa | Összesen | Összesen |
| --------- | ----------------------------- | -------------- | --------- | --------- | ------- | ------- | -------- | -------- | ------ | ------ | -------- | -------- |
| 1998–99   | Coventry City                 | Premier League | 0         | 0         | 0       | 0       | 0        | 0        | 0      | 0      | 0        | 0        |
| 1999–2000 | Coventry City                 | Premier League | 0         | 0         | 0       | 0       | 1        | 0        | 0      | 0      | 1        | 0        |
| 2000–01   | Coventry City                 | Premier League | 23        | 0         | 1       | 0       | 3        | 0        | 0      | 0      | 27       | 0        |
| 2001–02   | Coventry City                 | Division 1     | 1         | 0         | 0       | 0       | 0        | 0        | 0      | 0      | 1        | 0        |
| 2001–02   | Liverpool                     | Premier League | 1         | 0         | 0       | 0       | 1        | 0        | 2      | 0      | 4        | 0        |
| 2002–03   | Liverpool                     | Premier League | 8         | 0         | 2       | 0       | 4        | 0        | 1      | 0      | 15       | 0        |
| 2003–04   | Liverpool                     | Premier League | 6         | 0         | 1       | 0       | 1        | 0        | 4      | 0      | 12       | 0        |
| 2004–05   | Liverpool                     | Premier League | 10        | 0         | 0       | 0       | 0        | 0        | 4      | 0      | 14       | 0        |
| 2005–06   | West Bromwich (kölcsönben)    | Premier League | 10        | 0         | 2       | 0       | 0        | 0        | 0      | 0      | 12       | 0        |
| 2006–07   | Wigan Athletic (kölcsönben)   | Premier League | 9         | 0         | 0       | 0       | 0        | 0        | 0      | 0      | 9        | 0        |
| 2006–07   | Wigan Athletic                | Premier League | 17        | 0         | 0       | 0       | 0        | 0        | 0      | 0      | 17       | 0        |
| 2007–08   | Wigan Athletic                | Premier League | 37        | 0         | 1       | 0       | 0        | 0        | 0      | 0      | 38       | 0        |
| 2008–09   | Wigan Athletic                | Premier League | 32        | 0         | 0       | 0       | 2        | 0        | 0      | 0      | 34       | 0        |
| 2009–10   | Wigan Athletic                | Premier League | 32        | 0         | 0       | 0       | 0        | 0        | 0      | 0      | 32       | 0        |
| 2010–11   | Wigan Athletic                | Premier League | 4         | 0         | 0       | 0       | 0        | 0        | 0      | 0      | 4        | 0        |
| 2010–11   | Leicester City (kölcsönben)   | Championship   | 3         | 0         | 0       | 0       | 0        | 0        | 0      | 0      | 3        | 0        |
| 2011–12   | Doncaster Rovers (kölcsönben) | Championship   | 1         | 0         | 0       | 0       | 0        | 0        | 0      | 0      | 1        | 0        |
| 2012–13   | Sheffield Wednesday           | Championship   | 46        | 0         | 0       | 0       | 1        | 0        | 0      | 0      | 47       | 0        |
| 2013–14   | Sheffield Wednesday           | Championship   | 36        | 0         | 0       | 0       | 1        | 0        | 0      | 0      | 37       | 0        |
| Összesen  | Összesen                      | Összesen       | 272       | 0         | 7       | 0       | 14       | 0        | 11     | 0      | 308      | 0        |

## Sikerei, díjai

### Klubcsapatban
Coventry City
- Junior FA-kupa (1): 1998–99

Liverpool
- Ligakupa (1): 2002–03
- FA Community Shield (1): 2006
- Bajnokok Ligája (1): 2004–05
- UEFA-szuperkupa (1): 2005

## Fordítás
Ez a szócikk részben vagy egészben  a   Chris Kirkland című angol Wikipédia-szócikk ezen változatának fordításán alapul.  Az eredeti cikk szerkesztőit annak laptörténete sorolja fel. Ez a jelzés csupán a megfogalmazás eredetét és a szerzői jogokat jelzi, nem szolgál a cikkben szereplő információk forrásmegjelöléseként.